# Silnice II/647
Silnice II/647 je silnice II. třídy, která vede z Fulneku do Bohumína. Je to bývalá silnice I/47 a nyní tvoří doprovodnou silnici k dálnici D1. Je dlouhá 41 km. Prochází jedním krajem a třemi okresy. V Ostravě v úseku MÚK Plzeňská (s I/58 a I/11) až křižovatka ulic Muglinovská a Bohumínská (s II/477) je po ní veden pomyslný okruh kolem centra. Okruh je veden po ulicích Rudná, Frýdecká, Bohumínská, Muglinovská, Mariánskohorská a Plzeňská.

## Vedení silnice

### Moravskoslezský kraj, okres Nový Jičín
- Fulnek (křiž. I/47, I/57)
- Kostelec
- Kujavy (křiž. III/04740, III/46424)
- Pohořílky
- Bílov (křiž. II/464, III/46421, peáž s II/464)
- Bílovec (křiž. II/463, II/464, III/46418, peáž s II/464)
- Velké Albrechtice
- Bravantice (křiž. D1, III/46416, III/46427, III/46427h)

### Moravskoslezský kraj, okres Ostrava-město
- Josefovice (křiž. III/4804, III/46417)
- Klimkovice (křiž. D1, II/478, III/4654, III/4782)
- Poruba (křiž. I/11, peáž s I/11)
- Zábřeh (křiž. I/11, I/58, III/4787, peáž s I/11)
- Nová Ves (křiž. II/479, II/470, peáž s II/470)
- Mariánské Hory (křiž. III/0581)
- Moravská Ostrava (křiž. I/56)
- Muglinov (křiž. II/470, II/477)
- Hrušov (křiž. III/01135)

### Moravskoslezský kraj, okres Karviná
- Vrbice (křiž. D1)
- Pudlov (křiž. III/46816)
- Starý Bohumín (křiž. D1, I/67)